# Les Braconniers

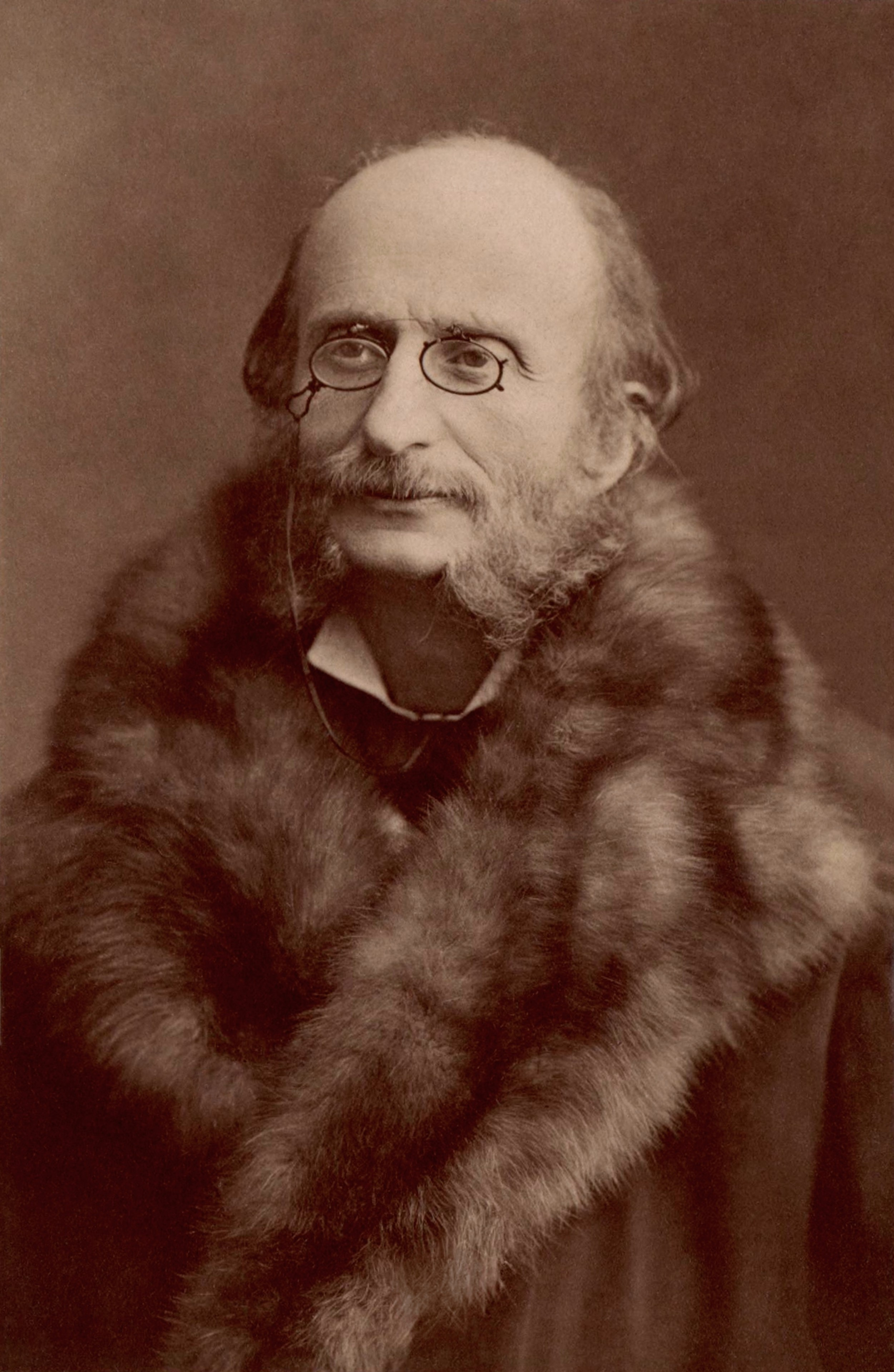
Jacques Offenbach

Les Braconniers (Tjuvskyttarna) är en opéra bouffe i tre akter med musik av Jacques Offenbach och libretto av Alfred Duru och Henri Chivot. 

## Historia
Operetten framfördes första gången den 29 januari 1872 på Théâtre des Variétés. Trots att uppsättningen var påkostad och ensemblen bestod av flera kända namn påminde Les Braconniers för mycket om Offenbachs Frihetsbröderna och verket togs bort efter två månader.

## Personer
| Roller                                                     | Röststämma | Premiärbesättning 29 januari 1873 (Dirigent: Jacques Offenbach) |
| ---------------------------------------------------------- | ---------- | --------------------------------------------------------------- |
| Marcassou, mulåsnehandlare                                 | tenor      | Dupuis                                                          |
| Lastécouères De Campistrous, guvernör i provinsen Bigorre. | tenor      | Berthelier                                                      |
| Bibès, gammal tjuvskytt                                    | tenor      | Léonce                                                          |
| Éléonor de Campistrous, hans son                           |            | Grenier                                                         |
| Carmagnasse, barberare                                     |            | Baron                                                           |
| Gabastou, värdshusvärd                                     |            | Blondelet                                                       |
| Piérougue, bonde                                           |            | Daniel Bac                                                      |
| Tartarin, bonde                                            |            | Mussay                                                          |
| Fourcade, bonde                                            |            | Bordier                                                         |
| Barbadès, skogvaktare                                      |            | Coste                                                           |
| Palamos, skogvaktare                                       |            | Videix                                                          |
| En tjänare                                                 |            | Millaud                                                         |
| Ginetta, Carmagnasses brorsdotter                          | sopran     | Zulma Bouffar                                                   |
| Bibletto                                                   |            | Marie Heilbron                                                  |
| Frédéric                                                   |            | E. Lavigne                                                      |
| Carlo                                                      |            | Pelletier                                                       |

## Handling
Dottern till greven av Campistrous lever som tjuvskytt under namnen Bibletto och Rastamagnac.